# Ostrinia
Ostrinia es un género de polillas de la familia Crambidae. Varios de estos insectos, incluyendo el taladro del maíz, son plagas agrícolas.
Envergadura de  20 a 32 mm. Las alas son amarillentas o crema y tienen líneas más oscuras en zigzag. Una generación por año en el norte, tres a cuatro en el sur.

## Especies
- Ostrinia avarialis  Amsel, 1970
- Ostrinia dorsivittata  (Moore, 1888)
- Ostrinia erythrialis  (Hampson, 1913)
- Ostrinia furnacalis  (Guenée, 1854) - Taladro oriental del maíz[4][5]
- Ostrinia kasmirica  (Moore, 1888)
- Ostrinia kurentzovi  Mutuura & Munroe, 1970
- Ostrinia latipennis  (Warren, 1892)[5]
- Ostrinia marginalis  (Walker, 1866)[2]
- Ostrinia nubilalis  (Hübner, 1796) - Taladro del maíz[2]
- Ostrinia obumbratalis  (Lederer, 1863)[2]
- Ostrinia ovalipennis  Ohno, 2003[6]
- Ostrinia palustralis  (Hübner, 1796)[5]
- Ostrinia penitalis  (Grote, 1876)[2][7]
- Ostrinia peregrinalis  (Eversmann, 1852)
- Ostrinia putzufangensis  Mutuura & Munroe, 1970
- Ostrinia quadripunctalis  (Denis & Schiffermüller, 1775)
- Ostrinia sanguinealis  (Warren, 1892)
- Ostrinia scapulalis (Walker, 1859)[4][5]
- Ostrinia zaguliaevi  Mutuura & Munroe, 1970[5]

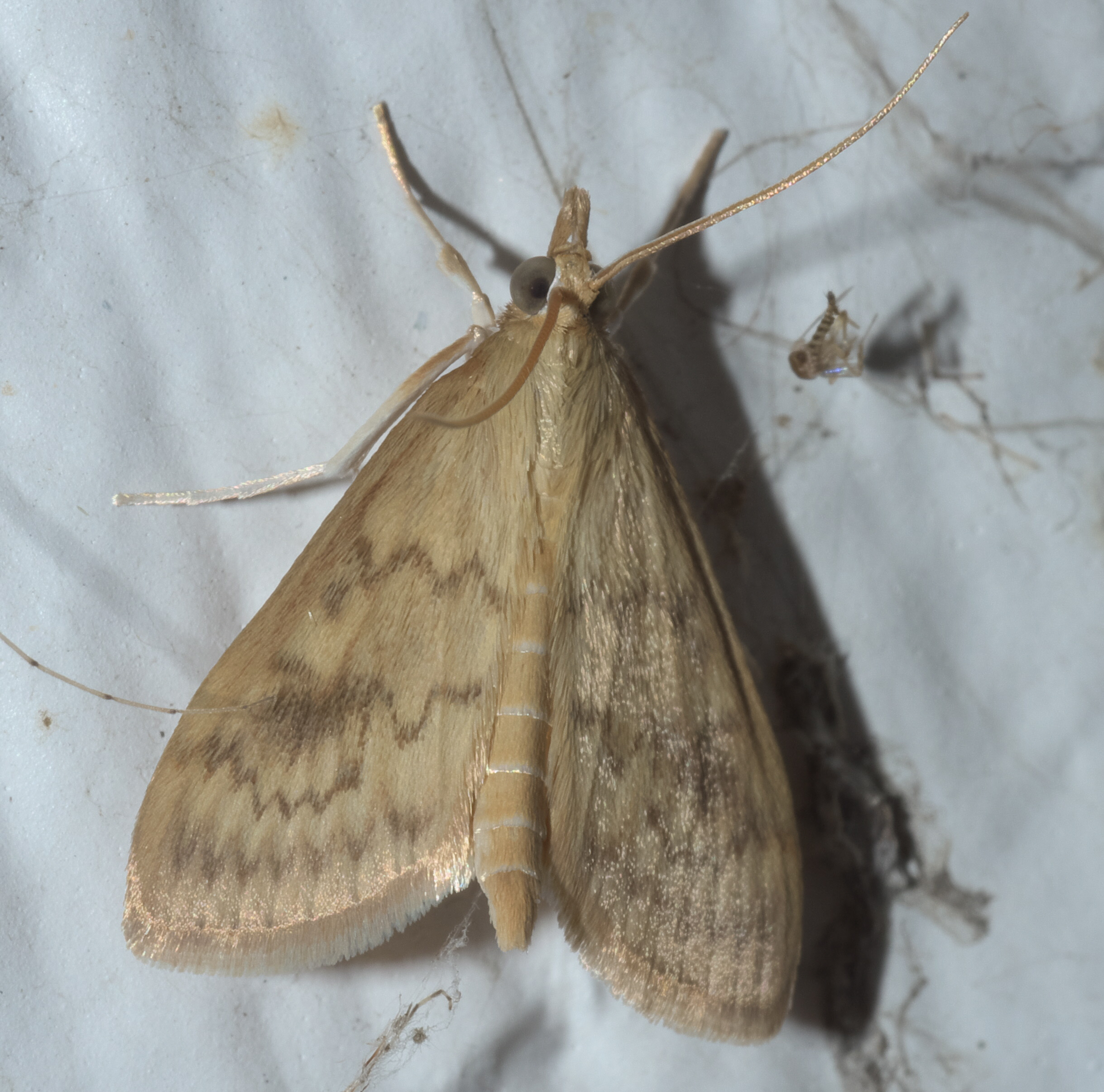
Ostrinia penitalis

- Ostrinia zealis  (Guenée, 1854)[5]